# Mil intentos y un invento
Mil intentos y un invento (estrenado el 14 de septiembre de 1972) es el primer largometraje de Manuel García Ferré. Es el más antiguo largo de animación realizado en Argentina que se conserva (su predecesor es El apóstol, de Quirino Cristiani).

## Trama
La trama de la película gira en torno al protagonista Anteojito, que busca ayudar a su tío Antifaz en sus intentos de inventar la fórmula de la invisibilidad.
Junto a su tío Antifaz y la galería de variados personajes surgidos de la revista Anteojito, el pequeño recorre las aventuras e historias de estos 80 minutos. Entre esos personajes se encuentran la Bruja Cachavacha y el Búho Pajarraco, Buzoncito, Bodega y Rapiño, el gato Bonaño, Meethoven, Repibe, o los ratones Quesín, Quesón y Quesán, entre otros.

## Intérpretes
Voces de los personajes
- Marion Tiffemberg
- Pedro Aníbal Mansilla
- Iván Grey
- Pelusa Suero

## Premio
Fue galardonada con el premio "Pelayo de Oro" en el Festival de Cine de Gijón de 1972. 

## Reestreno
La película había tomado casi tres años de producción y, si bien fue aclamada por la crítica, fracasó en la taquilla debido a que el público al que estaba dirigida había madurado, siendo la razón de su reestreno en cines en 2001, vista por 195 000 espectadores.